# Isbergssallat

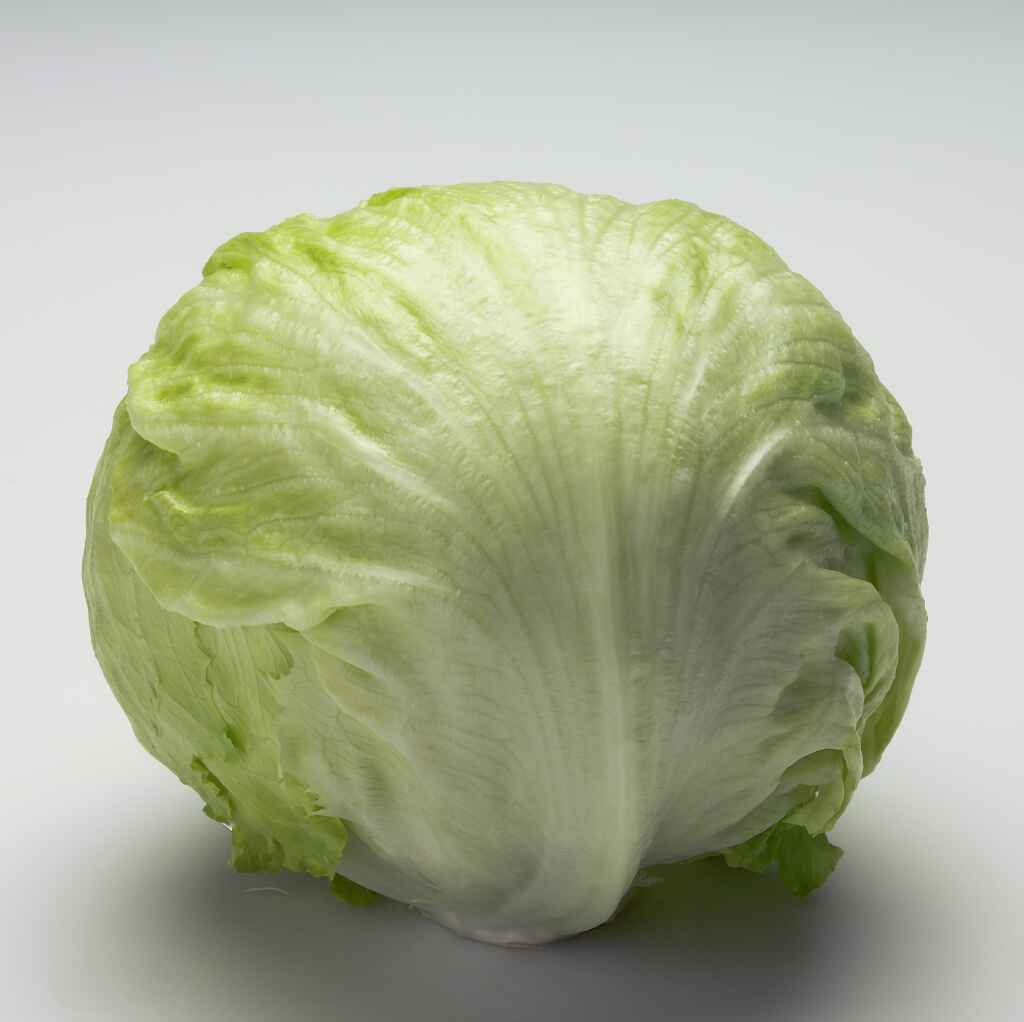
Isbergssallat

Isbergssallat eller isbergssallad är en sort av sallat (Lactuca sativa) och används som salladsgrönsak. Den är formad som ett hårt fast huvud och påminner om ett kålhuvud. Isbergssallat har vanligtvis en mild smak och är näringsfattig i jämförelse med många andra grönsaker och sallatssorter.
En teori är att namnet på sallaten kommer av det sätt på vilket den transporterades under 1920-talet då den täcktes med is i järnvägsvagnar. En annan teori är att en amerikansk fröfirma med namnet Iceberg började importera sorten till USA år 1894.

## Bilder

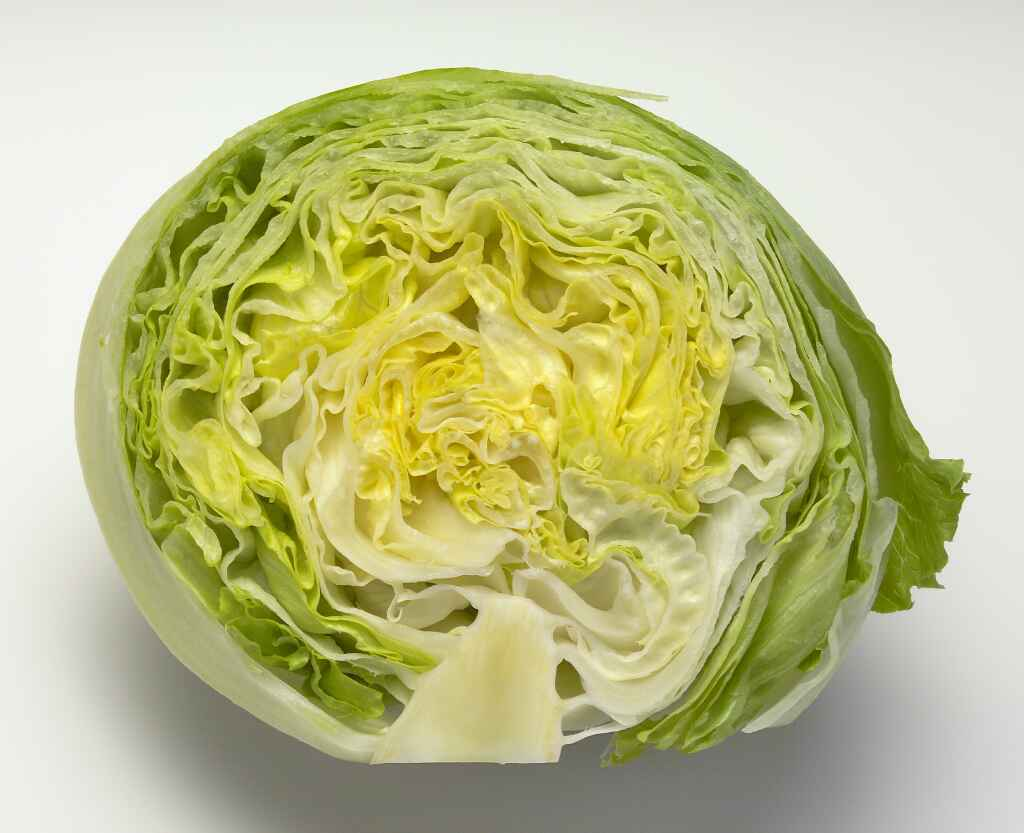
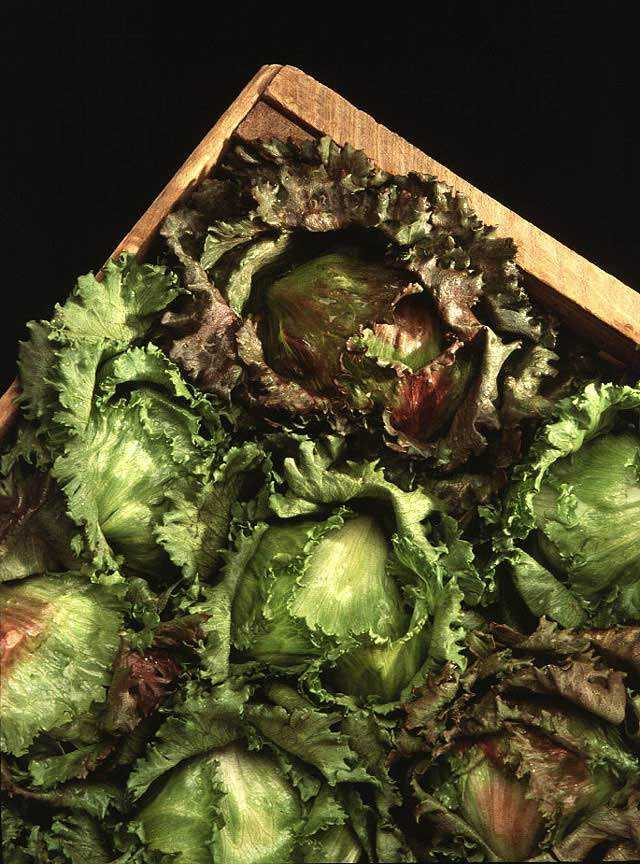
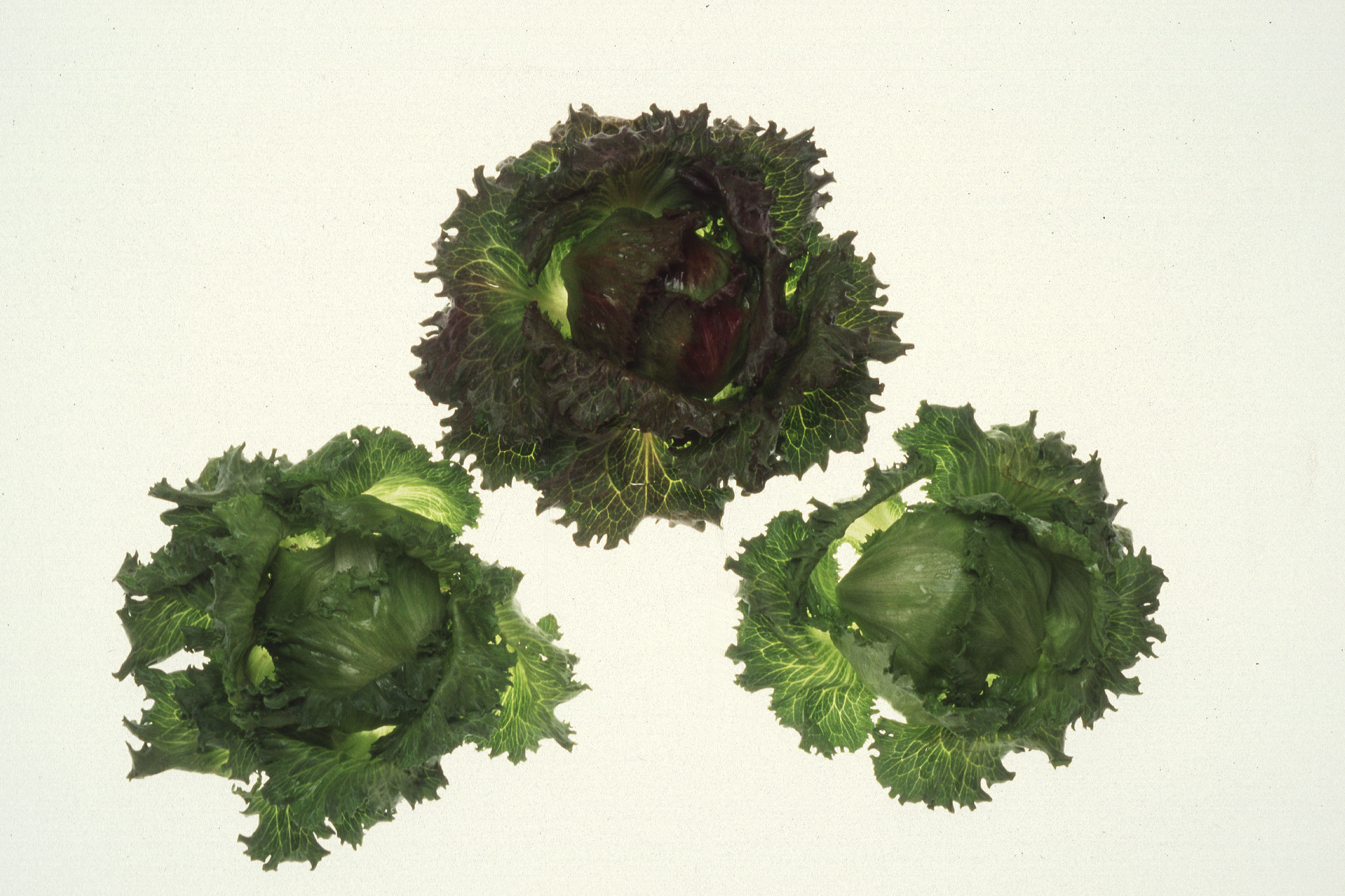
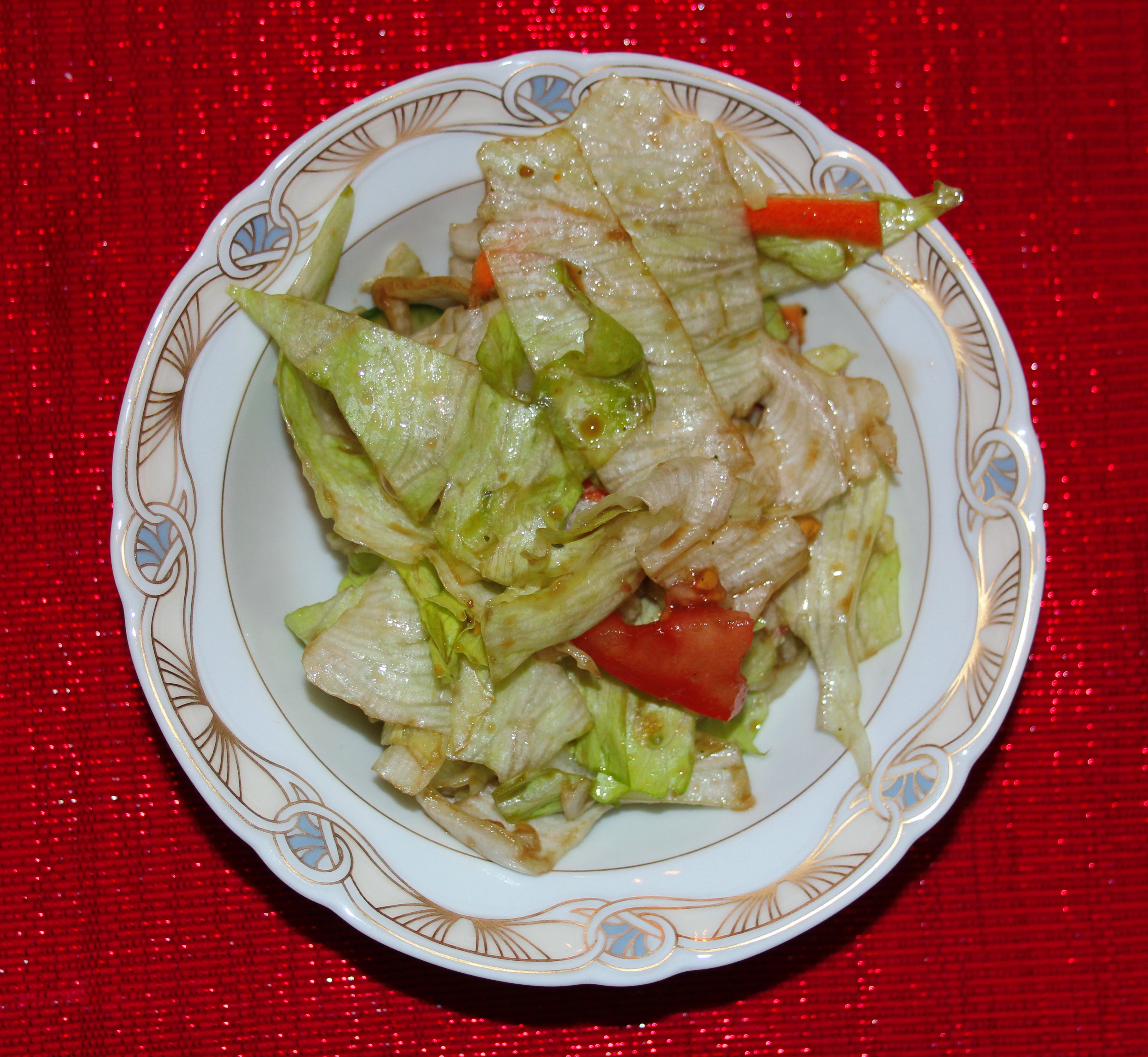